# Aedes zavortinki
Aedes zavortinki är en tvåvingeart som beskrevs av Schick 1970. Aedes zavortinki ingår i släktet Aedes och familjen stickmyggor. Inga underarter finns listade i Catalogue of Life.